# Saint-Léonard (Seine-Maritime)
Pour les articles homonymes, voir Saint-Léonard.
Saint-Léonard est une commune française située dans le département de la Seine-Maritime en région Normandie.

## Géographie

### Localisation
Située à l'ouest de Fécamp, Saint-Léonard fait partie des communes de bord de mer de la Côte d'Albâtre. La commune est accessible par la route départementale RD 940.
Le territoire de la commune englobe entièrement Yport et Criquebeuf-en-Caux, et a donc deux accès à la mer.

### Communes limitrophes
| Vattetot-sur-Mer | Manche , Yport, Criquebeuf-en-Caux, Manche | Fécamp            |
| Vattetot-sur-Mer | Saint-Léonard                              | Fécamp            |
| Froberville      | Épreville                                  | Tourville-les-Ifs |

### Géologie et relief
La partie de la commune jouxtant la mer est formée de hautes falaises de craie, l'érosion est active et des éboulements se produisent régulièrement comme le 27 août 2019.

### Hydrographie
La commune est située dans le bassin Seine-Normandie. Elle n'est drainée par aucun cours d'eau,.

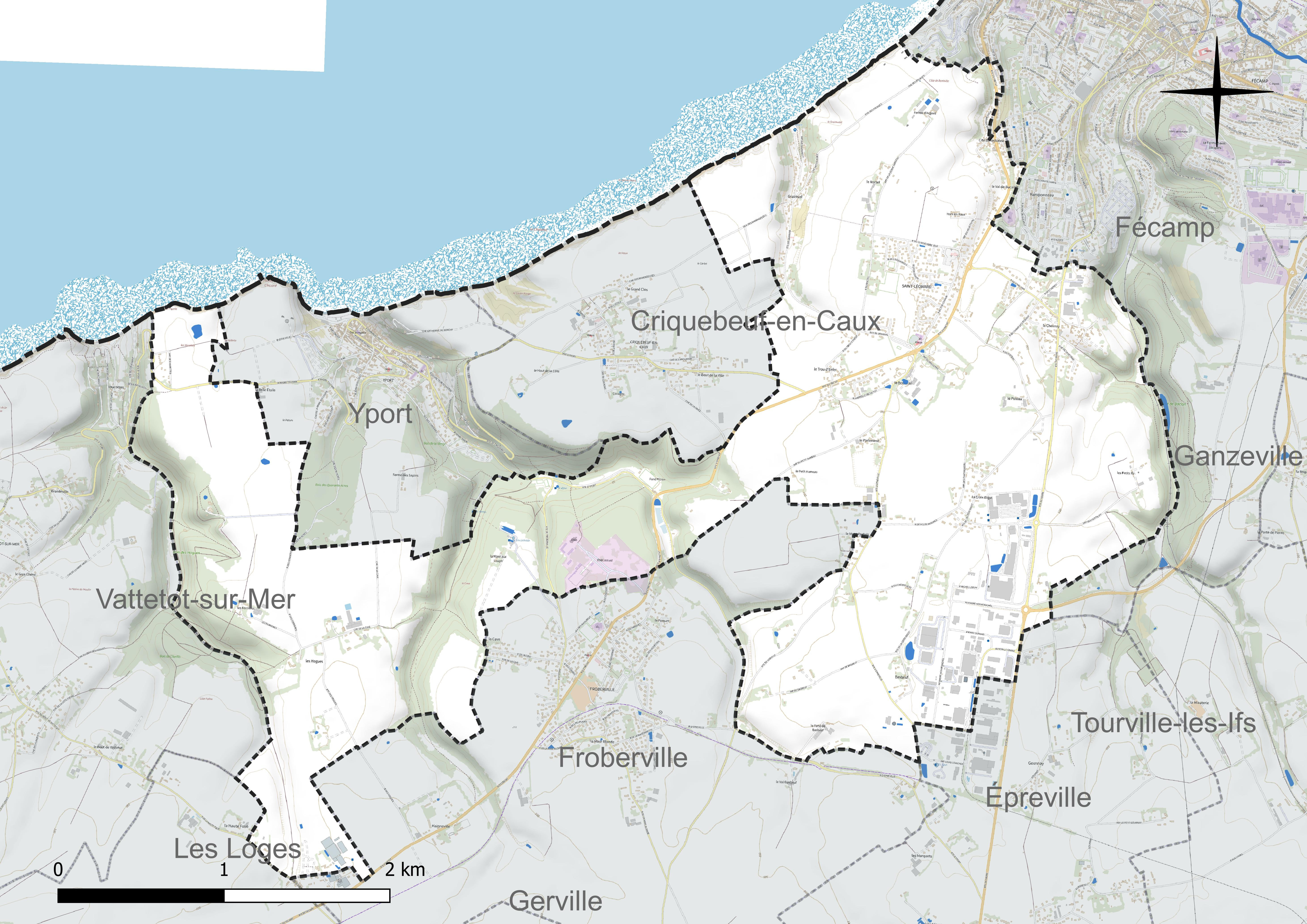
Réseau hydrographique de Saint-Léonard.

### Climat
Pour des articles plus généraux, voir Climat de la Normandie et Climat de la Seine-Maritime.
En 2010, le climat de la commune est de type climat océanique franc, selon une étude du CNRS s'appuyant sur une série de données couvrant la période 1971-2000. En 2020, Météo-France publie une typologie des climats de la France métropolitaine dans laquelle la commune est exposée à un climat océanique et est dans la région climatique Côtes de la Manche orientale, caractérisée par un faible ensoleillement (1 550 h/an) ; forte humidité de l’air (plus de 20 h/jour avec humidité relative > 80 % en hiver), vents forts fréquents. Parallèlement le GIEC normand, un groupe régional d’experts sur le climat, différencie quant à lui, dans une étude de 2020, trois grands types de climats pour la région Normandie, nuancés à une échelle plus fine par les facteurs géographiques locaux. La commune est, selon ce zonage, exposée à un « climat maritime », correspondant au Pays de Caux, frais, humide et pluvieux, légèrement plus frais que dans le Cotentin.
Pour la période 1971-2000, la température annuelle moyenne est de 10,6 °C, avec une amplitude thermique annuelle de 12,6 °C. Le cumul annuel moyen de précipitations est de 894 mm, avec 12,5 jours de précipitations en janvier et 8,6 jours en juillet. Pour la période 1991-2020, la température moyenne annuelle observée sur la station météorologique la plus proche, située sur la commune de Octeville-sur-Mer à 27 km à vol d'oiseau, est de 11,5 °C et le cumul annuel moyen de précipitations est de 790,7 mm,. Pour l'avenir, les paramètres climatiques de la commune estimés pour 2050 selon différents scénarios d'émission de gaz à effet de serre sont consultables sur un site dédié publié par Météo-France en novembre 2022.

## Urbanisme

### Typologie
Au 1er janvier 2024, Saint-Léonard est catégorisée centre urbain intermédiaire, selon la nouvelle grille communale de densité à sept niveaux définie par l'Insee en 2022.
Elle appartient à l'unité urbaine de Fécamp, une agglomération intra-départementale regroupant deux  communes, dont elle est une commune de la banlieue,,. Par ailleurs la commune fait partie de l'aire d'attraction de Fécamp, dont elle est une commune de la couronne,. Cette aire, qui regroupe 26 communes, est catégorisée dans les aires de moins de 50 000 habitants,.
La commune, bordée par la Manche, est également une commune littorale au sens de la loi du 3 janvier 1986, dite loi littoral. Des dispositions spécifiques d’urbanisme s’y appliquent dès lors afin de préserver les espaces naturels, les sites, les paysages et l’équilibre écologique du littoral, tel le principe d'inconstructibilité, en dehors des espaces urbanisés, sur la bande littorale des 100 mètres, ou plus si le plan local d’urbanisme le prévoit.

### Occupation des sols
L'occupation des sols de la commune, telle qu'elle ressort de la base de données européenne d’occupation biophysique des sols Corine Land Cover (CLC), est marquée par l'importance des territoires agricoles (74 % en 2018), en diminution par rapport à 1990 (77,9 %). La répartition détaillée en 2018 est la suivante : 
terres arables (59,2 %), forêts (14,3 %), zones agricoles hétérogènes (8 %), prairies (6,8 %), zones urbanisées (6,6 %), zones industrielles ou commerciales et réseaux de communication (4,9 %), zones humides côtières (0,1 %). L'évolution de l’occupation des sols de la commune et de ses infrastructures peut être observée sur les différentes représentations cartographiques du territoire : la carte de Cassini (XVIIIe siècle), la carte d'état-major (1820-1866) et les cartes ou photos aériennes de l'IGN pour la période actuelle (1950 à aujourd'hui).

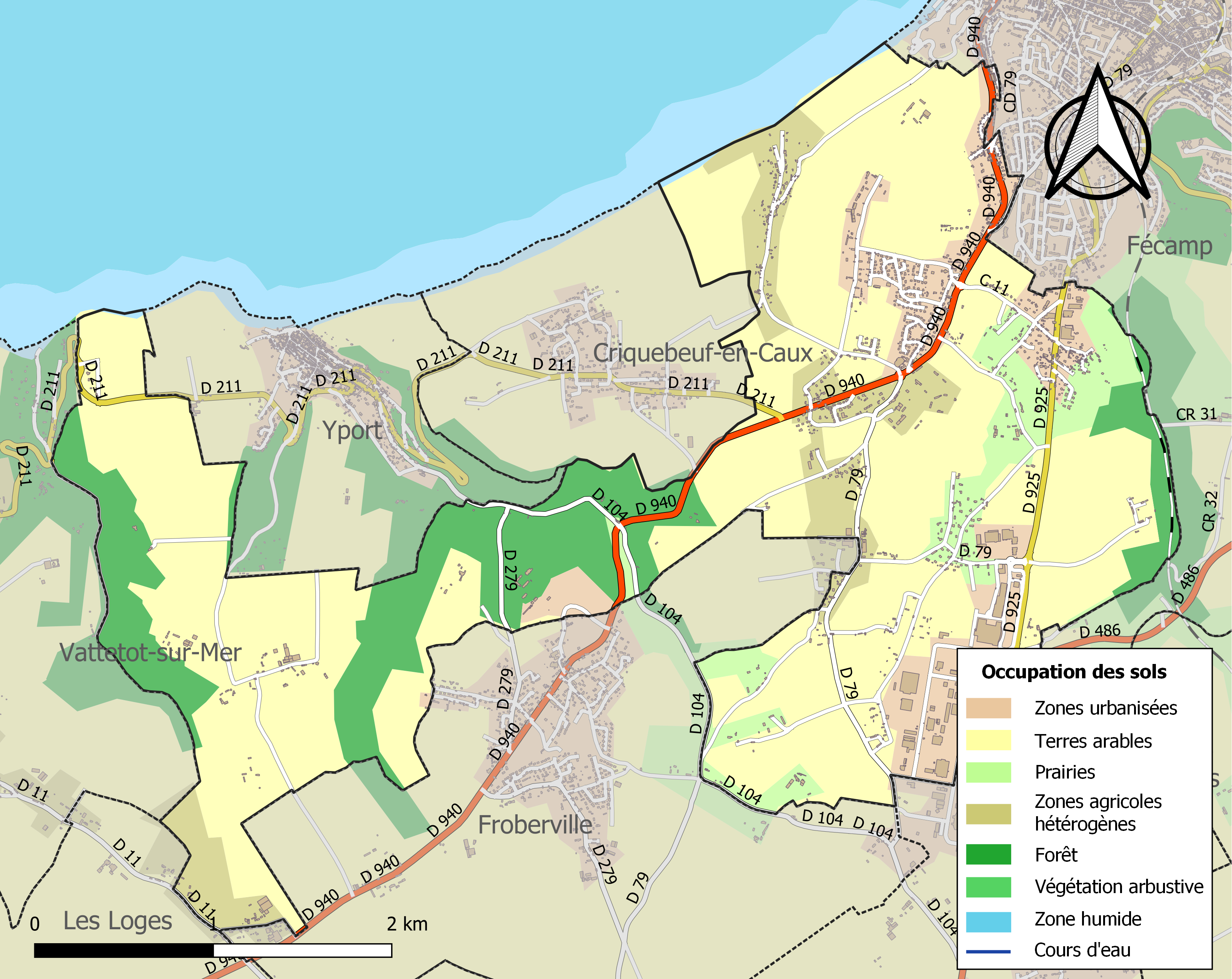
Carte des infrastructures et de l'occupation des sols de la commune en 2018 (CLC).

## Toponymie
Le nom de la localité est attesté sous les formes Saint Léonard sur Fécamp en 1612, Saint Lyénart en 1697, Saint Léonard en 1715, Saint Léonard sur Fécamp en 1751.
Hagiotoponyme faisant, certainement, allusion à l'évêque Saint Leudeuald (Léodowald) d'Avranches (v. 540-v. 630), souvent nommé par erreur Saint Léonard.
Au cours de la période révolutionnaire, la commune a porté le nom de Grainval-la-Montagne en 1789, Grainval étant le nom de sources locale.

## Histoire
Au cours de la Révolution française, la commune porte provisoirement le nom de Grainval-la-Montagne.

## Politique et administration

### Liste des maires
| Période                                  | Période                    | Identité                         | Étiquette | Qualité                                                                                              |
| ---------------------------------------- | -------------------------- | -------------------------------- | --------- | --- |
| Les données manquantes sont à compléter. |                            |                                  |           | |
|                                          | 10 octobre 1863            | Charles Dargent                  |           | Cultivateur                                                                                          |
| 1863                                     |                            | Hamel                            |           | |
| 15 janvier 1868                          | mai 1904                   | Louis-Philippe Lange (1831-1908) |           | Cultivateur                                                                                          |
| mai 1904                                 | 3 mars 1907                | Théophile Basille (1826-1907)    |           | Décédé en fonction                                                                                   |
| mai 1907                                 | mai 1908                   | Eugène Fréger                    |           | |
| mai 1908                                 |                            | Jean Liberge                     |           | |
| Les données manquantes sont à compléter. |                            |                                  |           | |
| mars 2001                                | 2014                       | Bernard Malandain                |           | |
| 2014                                     | En cours (au 10 août 2020) | Bernard Hoguet                   |           | Vice-président de la CA Fécamp Caux Littoral Agglomération (2020 → ) Réélu pour le mandat 2020-2026, |

## Démographie

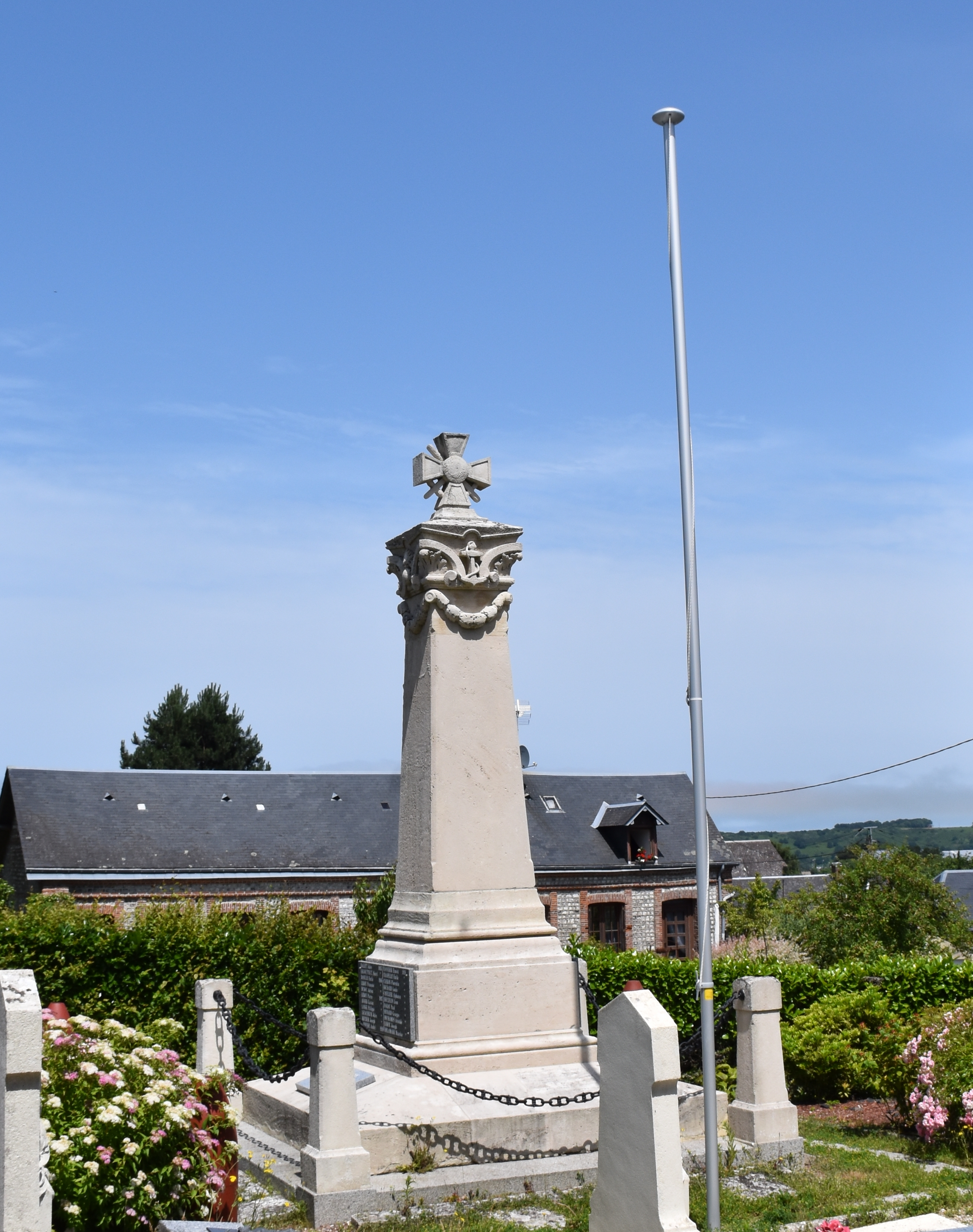
Le monument aux morts.

L'évolution du nombre d'habitants est connue à travers les recensements de la population effectués dans la commune depuis 1793. Pour les communes de moins de 10 000 habitants, une enquête de recensement portant sur toute la population est réalisée tous les cinq ans, les populations de référence des années intermédiaires étant quant à elles estimées par interpolation ou extrapolation. Pour la commune, le premier recensement exhaustif entrant dans le cadre du nouveau dispositif a été réalisé en 2005.

En 2022, la commune comptait 1 699 habitants, en évolution de −2,47 % par rapport à 2016 (Seine-Maritime : +0,35 %, France hors Mayotte : +2,11 %).
| 1793  | 1800  | 1806  | 1821  | 1831  | 1836  | 1841  | 1846  | 1851  |
| ----- | ----- | ----- | ----- | ----- | ----- | ----- | ----- | ----- |
| 1 176 | 1 200 | 1 108 | 1 119 | 1 149 | 1 142 | 1 113 | 1 017 | 1 006 |

| 1856  | 1861  | 1866  | 1872  | 1876  | 1881 | 1886  | 1891 | 1896 |
| ----- | ----- | ----- | ----- | ----- | ---- | ----- | ---- | ---- |
| 1 018 | 1 058 | 1 094 | 1 110 | 1 001 | 999  | 1 023 | 958  | 978  |

| 1901  | 1906  | 1911  | 1921  | 1926  | 1931  | 1936  | 1946  | 1954  |
| ----- | ----- | ----- | ----- | ----- | ----- | ----- | ----- | ----- |
| 1 039 | 1 085 | 1 141 | 1 095 | 1 192 | 1 216 | 1 274 | 1 251 | 1 307 |

| 1962  | 1968  | 1975  | 1982  | 1990  | 1999  | 2005  | 2006  | 2010  |
| ----- | ----- | ----- | ----- | ----- | ----- | ----- | ----- | ----- |
| 1 312 | 1 395 | 1 627 | 1 660 | 1 680 | 1 690 | 1 766 | 1 831 | 1 837 |

| 2015  | 2020  | 2022  | - | - | - | - | - | - |
| ----- | ----- | ----- | - | - | - | - | - | - |
| 1 752 | 1 702 | 1 699 | - | - | - | - | - | - |

### Enseignement
Les enfants de Saint-Léonard commencent leur scolarité à l'école primaire de la commune, qui dispose de 6 classes, pour 142 élèves.

### Cultes

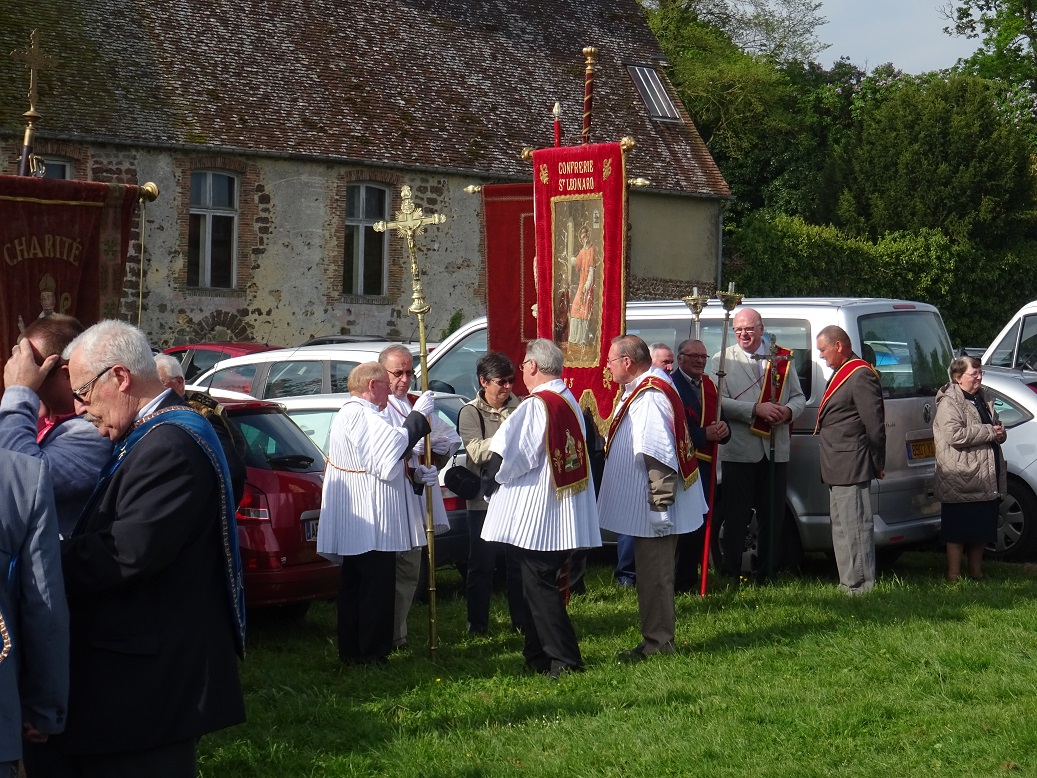
Charitons de Saint-Léonard lors du rassemblement annuel des confréries de charité du diocèse d'Evreux à Verneuil-sur-Avre le 11 mai 2016.

Saint-Léonard est une des rares  paroisses du département ayant conservé une confrérie de charité. Les charitons, outre le chaperon, continuent à porter un surplis blanc lors des rassemblements et processions.

## Culture locale et patrimoine

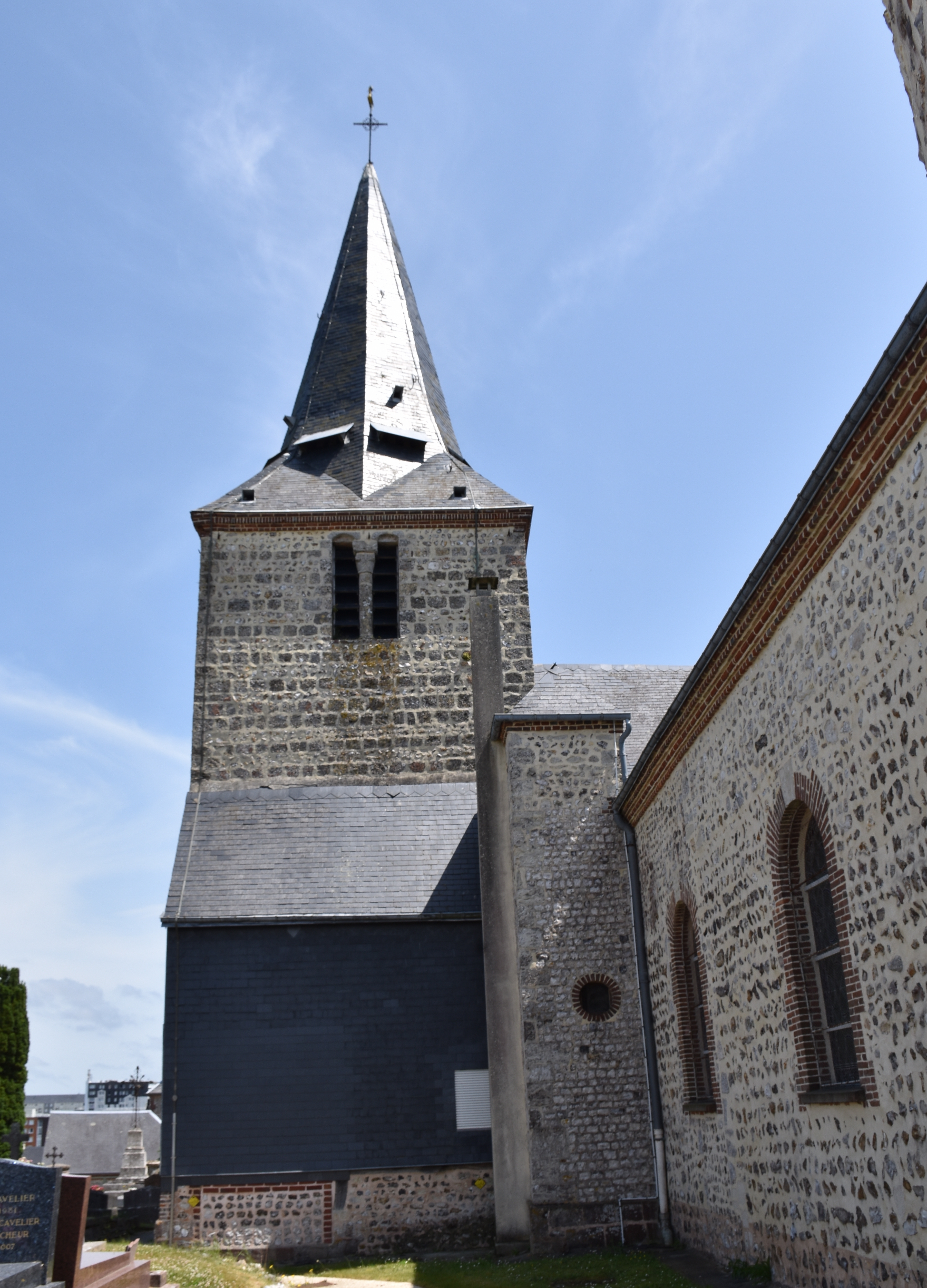
L'église.

### Lieux et monuments

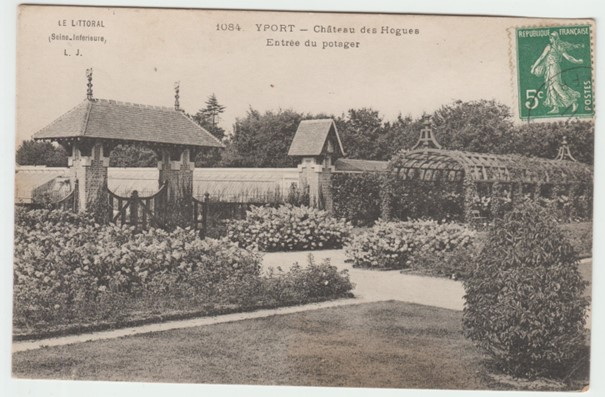
Photographie ancienne du Château des Hogues.

- Photographie ancienne du Château des Hogues.L'église Saint-Léonard avec une tour près du porche d'entrée.
- Le château des Hogues, situé aux limites de Froberville et d'Yport. Il a été construit au début du XXe siècle par l'architecte Camille Albert (1852-1942) pour Henry Simon (1849-1932), armateur, propriétaire du trois-mâts morutier Marie-Marguerite, dont la totalité de l'équipage était yportaise. Cousine des propriétaires, Anita Conti y vint dans son enfance.
C'est aujourd'hui un institut thérapeutique, éducatif et pédagogique[32].
- Plages et falaises de la côte d'Albâtre.

### Personnalités liées à la commune

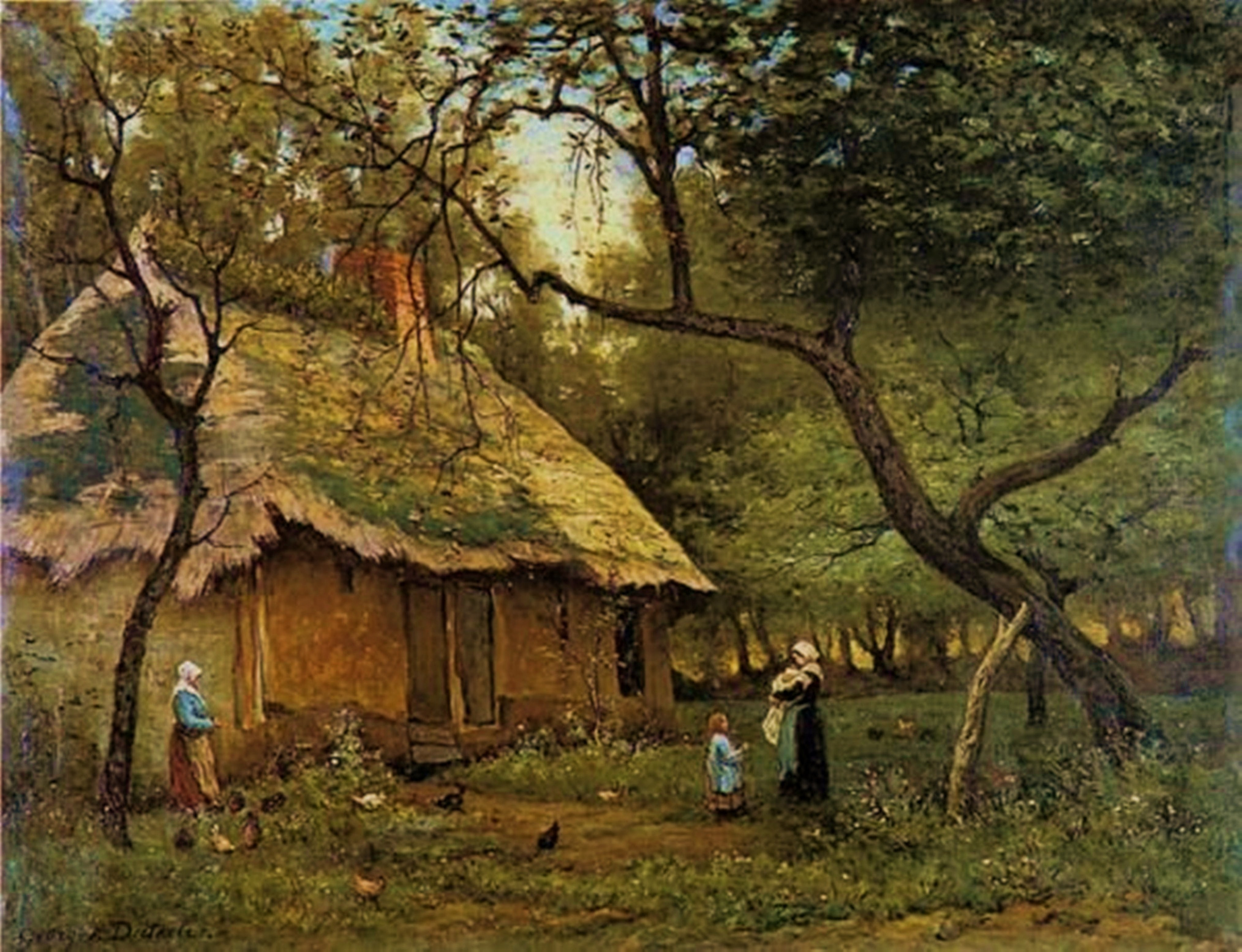
Masure à Saint-Léonard, 1880, tableau de Georges Diéterle. musée des Pêcheries, Fécamp.

- Plusieurs peintres, comme Jules Diéterle et son fils Georges, résidant dans les alentours ont fréquenté la commune dans les années 1880, peignant les paysages et les fermes typiques cauchoises.
- Charles Dargent, député, maire de Saint-Léonard

## Pour approfondir